# Bom Parto

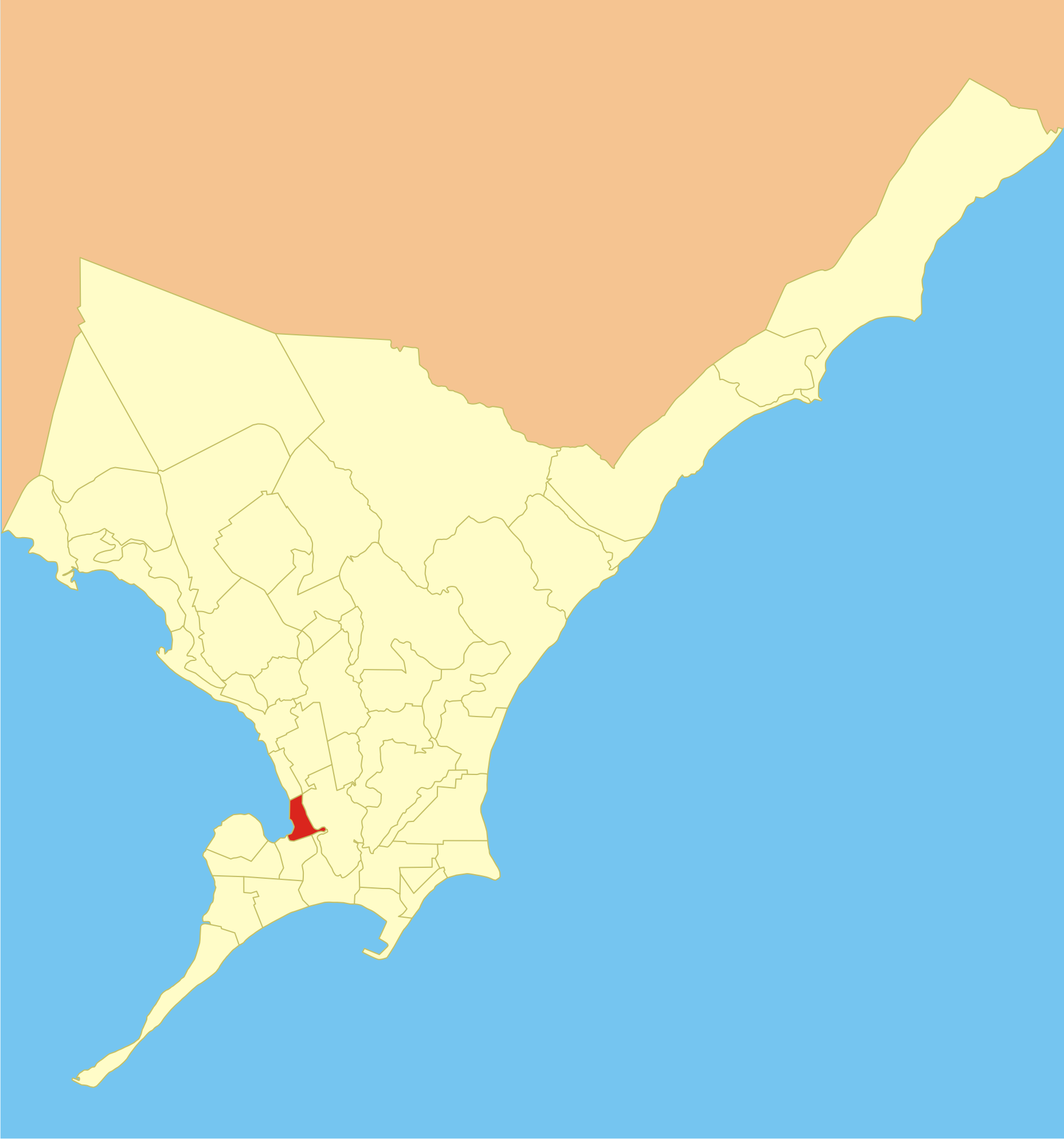
Localização do bairro Bom Parto em Maceió

Bom Parto é um bairro de Maceió, capital do estado brasileiro de Alagoas.
Seu nome advém da Igreja de Nossa Senhora do Bom Parto, localizada no bairro. A partir da lei municipal 4.952/2000, a região conhecida como bairro da Cambona passou a ser oficialmente parte do bairro de Bom Parto. É banhado pela Lagoa Mundaú.
Bom Parto conta com uma estação do Sistema de Trens Urbanos de Maceió, denominada Estação Bom Parto, cuja atual edificação foi inaugurada no dia 1º de dezembro de 2017.

## História
Bom Parto é um dos mais populares bairros de Maceió. É também um dos que apresentam menor extensão, encravado entre o Farol e a Lagoa Mundaú, dividindo-se com o Mutange e Levada. Já foi um típico bairro operário, com a Fábrica de Tecidos Alexandria, onde quase toda população dependia dessa atividade econômica. É também um bairro típico que tem suas lendas, como a do “padre sem cabeça”, contada pelos moradores da Gruta do Padre.
A historia do bairro está ligada ao binômio fábrica-igreja. Nas ruas estreitas com casas conjugadas, onde viviam os operários, ainda persiste o hábito de conversar na calçada, hoje não mais com o entusiasmo dos velhos tempos, onde se comentava o dia-a-dia da fábrica. Mas os aposentados sempre têm algo para contar dos bons tempos da Alexandria; das festas; do bonde que transportava os moradores para o centro da cidade, além dos bailes na sede do sindicato.
A origem do nome é a própria religiosidade dos moradores. A Igreja de Nossa Senhora do Bom Parto é o símbolo do bairro. Bom Parto, porque a mãe de Jesus (Virgem Maria) teve um bom parto. A paróquia foi criada em 1949, sendo o primeiro pároco, o padre Brandão Lima, nome do colégio, que é um dos maiores da rede da CNEC.
Os saudosistas que vivem ainda hoje no Bom Parto lembram dos tempos de apogeu da fábrica Alexandria, de Mário Lobo. Naquela época, tudo era fartura. Os operários recebiam todo tipo de ajuda, e almoçavam no refeitório da própria fábrica. Nas proximidades da Igreja existia uma feira livre, evitando que os moradores se deslocassem para o Mercado Público.
A fábrica fechou em 1966. ainda demorou muitos anos com toda a estrutura intacta para que os ex-empregados pudessem relembrar os bons tempos. Depois, foi derrubada, dando lugar a depósitos de outras empresas.

## Fábrica Alexandria
Durante mais de um século o setor têxtil disputava a liderança da economia alagoana com o açucareiro. No início do atual século, existiam em pleno funcionamento cerca de 20 fábricas de tecidos, que empregavam milhares de alagoanos. A Alexandria foi uma delas. Encravada no bairro do Bom Parto, próximo ao centro de Maceió, era o sustento de centenas de famílias, que trabalhavam em seus vários setores.
Dona Maria José da Silva, hoje com 76 anos, trabalhou na fiação. Ainda guarda sua carteira de trabalho com o registro. “Empresa Cotonifício Alexandria S/A”. a casa onde mora há 40 anos, foi doada pela fábrica, e conserva a mesma estrutura, numa das travessas do bairro.Os tecidos da Alexandria eram disputados pelos consumidores. Fabricavam-se fustão, morim e tecidos de xadrez, além de outros.
Os tecidos da Alexandria eram disputados pelos consumidores. Era uma produção grande, em três turnos de trabalho. Tudo no bairro girava em torno da fábrica. As casas dos operários possuíam toda a infraestrutura de conforto e segurança. Eram mais de mil casas de vários padrões. As que se localizavam na rua principal, eram mais amplas, e para funcionários com cargos mais elevados.
O Sindicato dos Trabalhadores funcionava obedecendo criteriosamente a legislação trabalhista criada por Getúlio Vargas. Nunca houve greve. Tudo era resolvido na base da negociação. A parte social era perfeita.
Nunca ocorria falta de energia elétrica, garantindo os três turnos de trabalho. A fábrica possuía gerador próprio, que também servia para a vila operária. Na época em que a energia na cidade era precária, sempre com sucessivos cortes, o Bom Parto continuava iluminado. A fábrica foi vendida pela família Lôbo ao Cotonifício Torres, do Recife. Pouco tempo depois foi fechado. Mas os operários devidamente indenizados e com garantia moradia.

## Bondes
A passagem dos bondes que iam e vinham do Bebedouro sempre foi uma atração a parte para os moradores do Bom Parto, bairro tipicamente operário, próximo ao Centro de Maceió. Na rua da frente, eram os bondes, e na detrás, os trens de passageiros, que seguiam para o interior e para o Recife. Acenar para quem passava era costume da garotada, algumas até sonhando em andar de trem.
Mas os bondes serviam de lazer para quem aproveitava o final de semana para ir a praia da Avenida. Logo cedo, a família se preparava para esses momentos de prazer. À noite, também seguiam para o Centro, onde assistiam aos filmes e passeavam no comércio, vendo vitrines.
Carro de passeio era coisa rara. Vez por outra passavam aqueles automóveis luxuosos dos ricaços que moravam em suas mansões em Bebedouro, e seguiam para o Centro ou Jaraguá, onde mantinham seus escritórios. O bairro sempre foi passagem obrigatória para quem morava em Bebedouro, naquela época o bairro nobre da cidade.
A Igreja de Nossa Senhora do Bom Parto, uma das mais bonitas de Maceió, sempre foi ligada as atividades da fábrica. O primeiro pároco foi o padre Brandão Lima, que faleceu em 1959, num acidente de bicicleta no trajeto entre sua casa e a igreja. Depois passaram outros párocos, até que em 1964, ficou sendo administrada pelos franciscanos.
É frei Francisco Bruno, conhecido como frei Bruno, 45 anos, o atual pároco. Cuida de evangelizar os moradores. Prepara crianças para a primeira eucaristia, celebra missas, casamentos, batizados e outras cerimônias.

## Afundamento do solo do Bom Parto
Atualmente, juntamente dos bairros do Pinheiro, Farol, Bebedouro e Mutange, o Bom Parto sofre as consequências da extração de sal-gema da Braskem.

## Leitura complementar
- RELU (2021). Mapa do Inventário Participativo do Patrimônio de Maceió em Subsidência. Grupo Representações do Lugar (RELU). Janeiro de 2021. Consultado em 07 de dezembro de 2023.